# Campeonato Mundial de Ciclocrós de 2001
El LII Campeonato Mundial de Ciclocrós se celebró en Tábor (República Checa) el 3 de febrero de 2001 bajo la organización de la Unión Ciclista Internacional (UCI) y la Federación Checa de Ciclismo.

## Medallistas
| Evento    | Oro                          | Plata                        | Bronce                              |
| --------- | ---------------------------- | ---------------------------- | ----------------------------------- |
| Masculino | Erwin Vervecken · Bélgica    | Petr Dlask · República Checa | Mario De Clercq · Bélgica           |
| Femenino  | Hanka Kupfernagel · Alemania | Corine Dorland · Alemania    | Daphny van den Brand · Países Bajos |

### Masculino
| Puesto            | Ciclista             | País            | Tiempo  |
| ----------------- | -------------------- | --------------- | ------- |
| Medalla de oro    | Erwin Vervecken      | Bélgica         | 1:01:54 |
| Medalla de plata  | Petr Dlask           | República Checa | 1:01:55 |
| Medalla de bronce | Mario De Clercq      | Bélgica         | 1:02:08 |
| 4                 | Sven Nys             | Bélgica         | 1:03:01 |
| 5                 | Jiří Pospíšil        | República Checa | 1:03:05 |
| 6                 | Henrik Djernis       | Dinamarca       | 1:03:23 |
| 7                 | Gerben de Knegt      | Países Bajos    | 1:03:35 |
| 8                 | Camiel van den Bergh | Países Bajos    | 1:03:43 |

### Femenino
| Puesto            | Ciclista             | País           | Tiempo |
| ----------------- | -------------------- | -------------- | ------ |
| Medalla de oro    | Hanka Kupfernagel    | Alemania       | 28:29  |
| Medalla de plata  | Corine Dorland       | Alemania       | 29:04  |
| Medalla de bronce | Daphny van den Brand | Países Bajos   | 29:10  |
| 4                 | Ann Grande           | Estados Unidos | 29:14  |
| 5                 | Laurence Leboucher   | Francia        | 29:16  |
| 6                 | Louise Robinson      | Reino Unido    | 29:31  |
| 7                 | Nicole Cooke         | Reino Unido    | 29:35  |
| 8                 | Debby Mansveld       | Países Bajos   | 29:37  |